# Klawer
Klawer è una cittadina sudafricana situata nella municipalità distrettuale di West Coast nella provincia del Capo Occidentale.

## Geografia fisica
Il piccolo centro abitato sorge lungo le rive del fiume Olifants a circa 240 chilometri a nord di Città del Capo.